# تپه ساریجالو
تپه ساریجالو مربوط به دوره اسلامی قرن ۶ تا ۸ ه.ق است و در شهرستان تکاب، بخش تخت سلیمان، دهستان افشار، روستای ساریجالو واقع شده است. این اثر در تاریخ ۳۰ دی ۱۳۸۵ با شمارهٔ ثبت ۱۶۷۵۸ به عنوان یکی از آثار ملی ایران به ثبت رسیده است.